# Шварцшильд (місячний кратер)
Кра́тер Шва́рцшильд (лат. Schwarzschild) — великий місячний метеоритний кратер діаметром близько 211 км у північній частині зворотного боку Місяця. Названо на честь німецького фізика й астронома Карла Шварцшильда (1873—1916) й затверджено назву Міжнародним астрономічним союзом у 1970 році. Кратер утворився в нектарському періоді.

## Опис кратера
Найближчі відомі кратери — Сірс на північному сході й Гамов на південному сході
Дещо нерегулярний зовнішній край кратера Шварцшильд перекритий безліччю дрібніших ударних кратерів, серед яких найпомітнішим є кратер Шварцшильд К у південній частині і Шварцшильд D на північному сході. Вал кратера має приблизно округлу форму с випуклістю назовні уздовж південно-західного боку. Вал згладжений й модифікований ерозією, особливо на північному сході. На північний схід від кратера Шварцшильд К простягається короткий ланцюжок невеликих кратерів, що лежать на краю і внутрішньому схилі кратера Шварцшильд.
Внутрішнє плато кратера Шварцшильд відносно рівне в порівнянні з пересіченою місцевістю зовні й особливо рівне в північно-північно-східній половині. На захід від центру є зона низьких гірських хребтів неправильної форми. Південно-східніше від центральної частини кратера лежить сателітний кратер Шварцшильд L, оточений валом з матеріалу, викинутого під час його утворення.

## Сателітні кратери

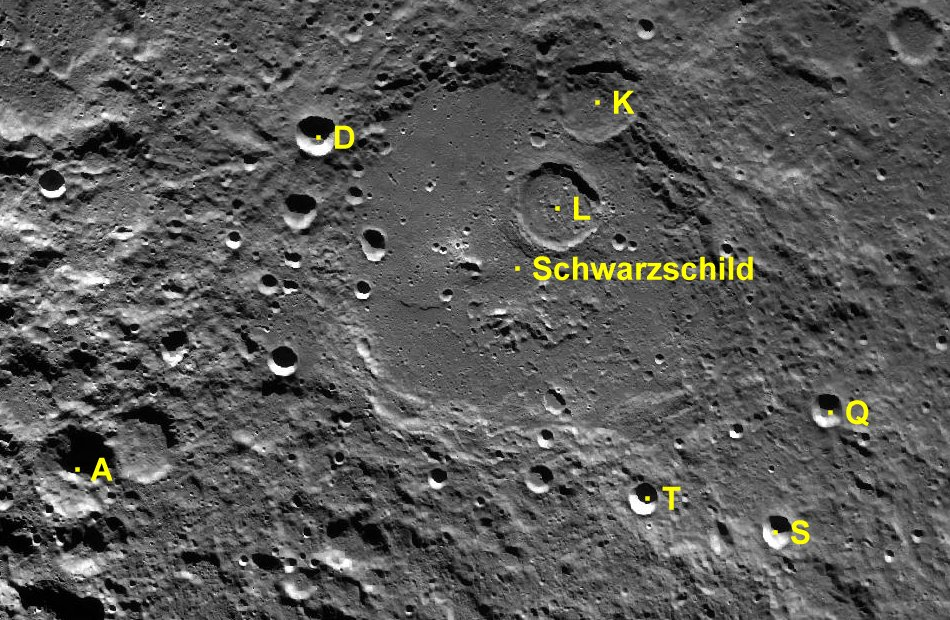
Сателітні кратери кратера Шварцшильд

| Шварцшильд | Координати                                                  | Діаметр, км |
| ---------- | ----------------------------------------------------------- | ----------- |
| A          | 78°28′ пн. ш. 124°14′ сх. д. / 78.47° пн. ш. 124.24° сх. д. | 44,7        |
| D          | 71°41′ пн. ш. 131°45′ сх. д. / 71.69° пн. ш. 131.75° сх. д. | 21,9        |
| K          | 67°21′ пн. ш. 124°49′ сх. д. / 67.35° пн. ш. 124.81° сх. д. | 41          |
| L          | 69°05′ пн. ш. 121°50′ сх. д. / 69.08° пн. ш. 121.83° сх. д. | 45,4        |
| Q          | 66°14′ пн. ш. 108°50′ сх. д. / 66.24° пн. ш. 108.83° сх. д. | 17,5        |
| S          | 67°43′ пн. ш. 104°32′ сх. д. / 67.72° пн. ш. 104.53° сх. д. | 16,8        |
| T          | 69°50′ пн. ш. 107°38′ сх. д. / 69.83° пн. ш. 107.63° сх. д. | 15,6        |